# 妙伝寺 (厚木市)

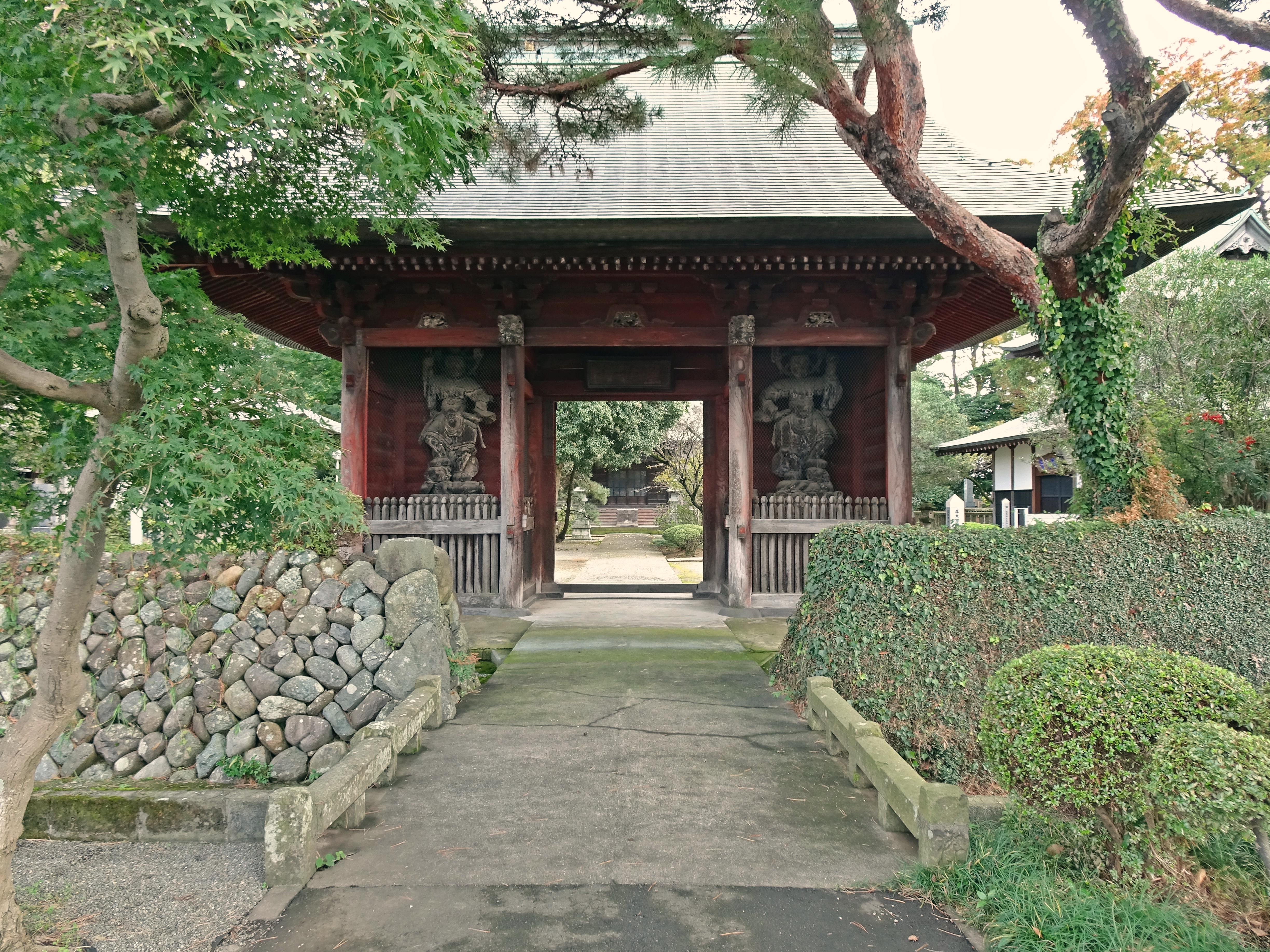
妙伝寺山門

妙伝寺（みょうでんじ）は、神奈川県厚木市にある日蓮宗の寺院。山号は星梅山。本尊は一塔両尊四士。星下りとも称される。旧本山は中山法華経寺。通師・堀之内法縁。

## 歴史
この寺は、1278年（弘安元年）本間重連が檀越となり、日源が日蓮を開山として創建したもので、日蓮を1世、日源を2世とする。近隣の蓮生寺、妙純寺とともに重連の邸宅跡と伝えられる。江戸時代には、江戸幕府から朱印状が与えられていた。

## 文化財
- 厚木市指定文化財
  - 釈迦堂[2]
  - 二天門[3]
  - 木造釈迦如来立像[4]
  - 木造毘沙門天・持国天立像[5]